# Noam Zadoff
Noam Ariel Zadoff (geboren 1974) ist ein israelischer Historiker und Hochschullehrer. Er ist Assistenzprofessor am Institut für Zeitgeschichte der Universität Innsbruck.

## Leben
Zadoff studierte Jüdische Studien, Geschichte und Religionswissenschaft an der Hebräischen Universität Jerusalem, wo er 2002 auch seinen Bachelor erhielt. 2005 folgte ein Master in Germanistik und 2011 die Promotion in Geschichtswissenschaften, ebenfalls an der Hebräischen Universität Jerusalem.
Er ist mit der Historikerin Mirjam Zadoff verheiratet.

## Auszeichnungen
- 2004 Moshe Starosta Preis der Geisteswissenschaftlichen Fakultät der Hebräischen Universität Jerusalem[1]
- 2005 Max Gruenwald Doktorats-Preis des Leo Baeck Instituts Jerusalem[1]
- 2011 Jacob Talmon Preis für Exzellenz in den Geisteswissenschaften des Instituts für Geschichtswissenschaften der Hebräischen Universität Jerusalem[1]
- 2012 Jacob Katz Preis des Leo Baeck Instituts Jerusalem[1]
- 2016 Jonatan Shapiro Preis für das Beste Buch in Jüdischen Studien der Association for Israel Studies[1]
- 2018 Preis des Azrieli Instituts für das Beste Buch in Jüdischen Studien der Concordia University[1]

## Publikationen
Monographien
- Von Berlin nach Jerusalem und zurück. Gershom Sholem zwischen Israel und Deutschland. Vandenhoeck & Ruprecht, Göttingen 2020, ISBN 978-3-525-57035-7.
  - Gershom Scholem: From Berlin to Jerusalem and Back. Brandeis University Press, Waltham 2018, ISBN 978-1-5126-0112-1.
- Geschichte Israels. Von der Staatsgründung bis zur Gegenwart. C.H. Beck, München 2020, ISBN 978-3-406-75755-6.

Aufsätze
- Panther im Exil. Israel-Studien und jüdische Geschichte. In: Michael Brenner u. a. (Hrsg.): Israel-Studien. Kultur – Geschichte – Politik. Wallstein Verlag, München 2020, S. 75–88.

Herausgeberschaften
- mit Mirjam Zadoff: Scholar and Kabbalist. The Life and Work of Gershom Scholem. Brill, Leiden 2019, ISBN 978-9-004-38739-3.